# El Corredor Polonès
|  | Per a altres significats, vegeu «Corredor polonès». |

El Corredor Polonès és un grup de rock alternatiu d'Ontinyent, al País Valencià. El grup combina grunge, stoner, punk, metal i pinzellades de pop en uns temes on tenen un paper molt important la guitarra distorsionada i les intensitats amb les que juguen.
El grup va nàixer cap a 1999, però no es va formar com a banda fins a l'any 2000. Va passar per diferents formacions, la formació original però, que va gravar el primer EP (2002) i el disc compartit Catalunya Punks (2005), foren: Marc Pérez i Fuset, Àlex Gramage, Pablo Gisbert Donat i Rafa Quiñonero Figuerola, tots quatre d'Ontinyent.
El 2010 realitzen el primer llarga durada amb L'embaràs d'Agnieszka, obtenint el premi a millor disc de rock als premis Ovidi Montllor i rebent fabuloses crítiques dels mitjans especialitzats i crítics nacionals.
El 2012 la formació torna a canviar i s'inclouen al grup en Naxo Arellano (guitarra) i l'Ivan Aliaga (bateria). Amb la nova formació enregistren El Camell Postrat, acústic dels seus temes i una versió de Desaparecer de Los Planetas. A finals del 2012 es tornen a tancar a l'estudi per gravar el que és el segon llarga durada de la banda, Fenòmens Tangibles, disc participatiu on els mecenes i seguidors van ficar el títol a les cançons amb una campanya molt original feta a Youtube.
A finals del 2013 va sortir a la llum Fenòmens Tangibles amb la notícia que n'Alex Gramage deixava la formació, quedant així en Marc, l'Ivan i en Naxo al grup.
En actiu sobretot durant la dècada dels 2000 i primers 2010, va ser un èxit de crítica.
El 9 de gener de 2015 van donar el seu concert de comiat a la Sala Gomis d'Ontinyent.

## Discografia
- Fenòmens Tangibles, Tourbolet, 2013
- #elcamellpostrat, acústic en directe 2012
- L'Embaràs d'Agnieszka, Maldito Records, 2010[3]
- Catalunya Punks (compartit), Bullanga records, 2005[4]
- El Corredor Polonès EP 2002